# До смерті
До смерті (англ. Until Death) — бойовик 2007 року режисера Саймона Фелловса.

## Сюжет
Поліцейський детектив Ентоні Стоу має погану репутацію і пристрасть до героїну. Його ненавидять колеги, а дружина Валері подає на розлучення. Колишній напарник, Гебріел Каллаган, прагне до влади над організованою злочинністю. Намагаючись заарештувати його, Ентоні терпить невдачу. Він отримує поранення в голову, але залишається в живих. Після довгих місяців у комі, він робить спробу виправити помилки свого минулого життя і поквитатися з колишнім компаньйоном.

## У ролях
| Актор             | Роль             |
| ----------------- | ---------------- |
| Жан-Клод Ван Дамм | Ентоні Стоу      |
| Селіна Джайлс     | Валері Стоу      |
| Марк Даймонд      | Марк Россіні     |
| Вільям Еш         | Серж             |
| Стівен Лорд       | Джиммі Медіна    |
| Гері Бідл         | Мак              |
| С. Джерод Гарріс  | Росс             |
| Вес Робінсон      | Чад Мансен       |
| Стівен Рі         | Гебріел Каллаган |
| Баффі Девіс       | Джейн            |